# Cerro Piltriquitrón
El cerro Piltriquitrón (mapudungun: Piltriquitrón, "cerro colgado de las nubes"), también conocido como "el Piltri" por la gente del lugar, es una montaña ubicada en la cordillera de los Andes, al este de la comarca de El Bolsón en la Provincia de Río Negro, Argentina (la parte sur del cerro se ubica sobre la provincia del Chubut). Su cima se encuentra a 2.260 metros sobre el nivel del mar.
En sus faldeos crece un bosque de lengas, el cual sufrió un incendio a causa de la neglicencia humana en 1978. En 1997, gracias a la iniciativa del escultor Marcelo López, se comenzó a tallar los restos del bosque, labrando los árboles y dando vida al Bosque Tallado, uno de los atractivos del lugar.
El cerro Piltriquitrón es uno de los mayores atractivos turísticos en la ciudad de El Bolsón, en el mismo se desarrollan actividades de turismo activo tales como recorridos en cuatriciclos, parapente, transfer 4x4, cabalgatas, actividades de montañismo entre otras. En sus faldeos posee bosques de cipreses y lengas.

## Galería

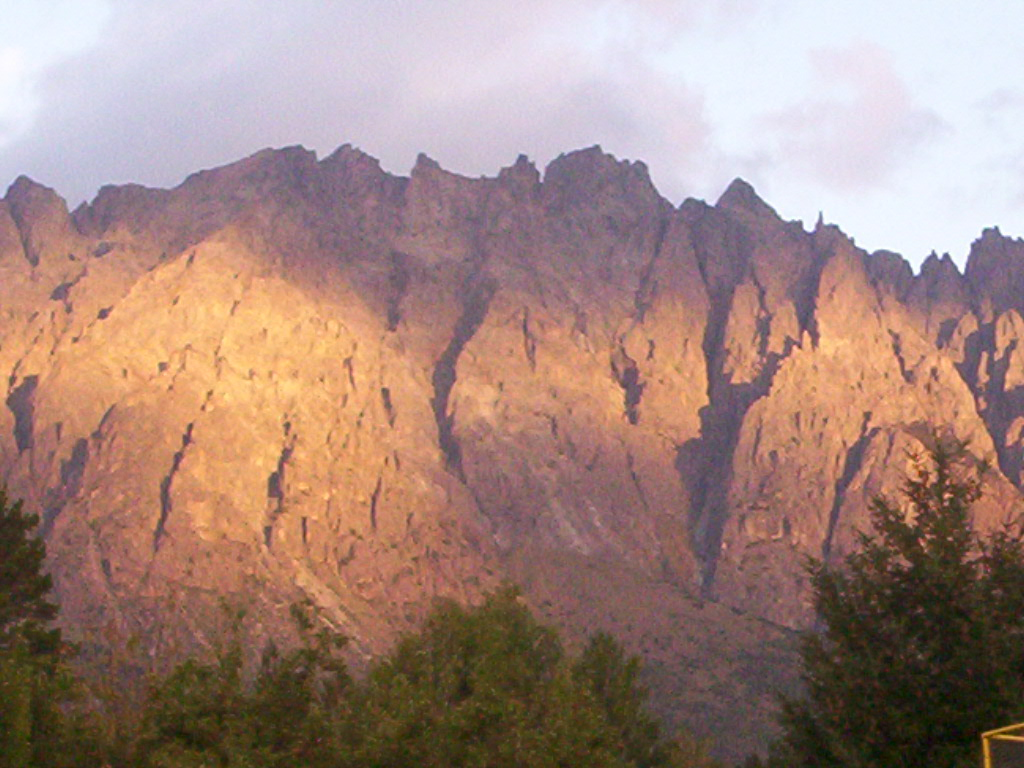
Vista del cerro
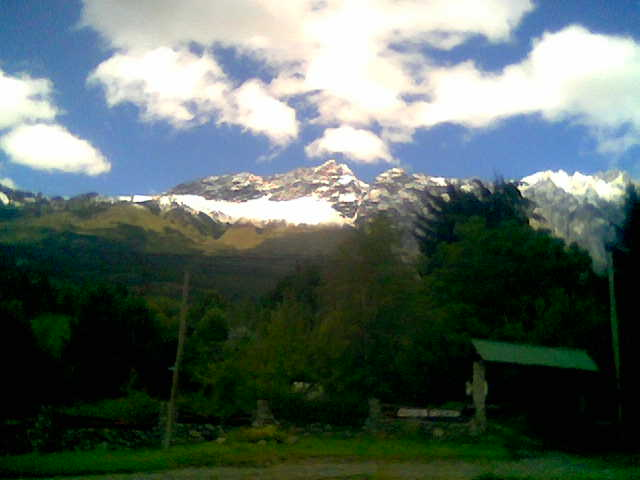
Otra vista
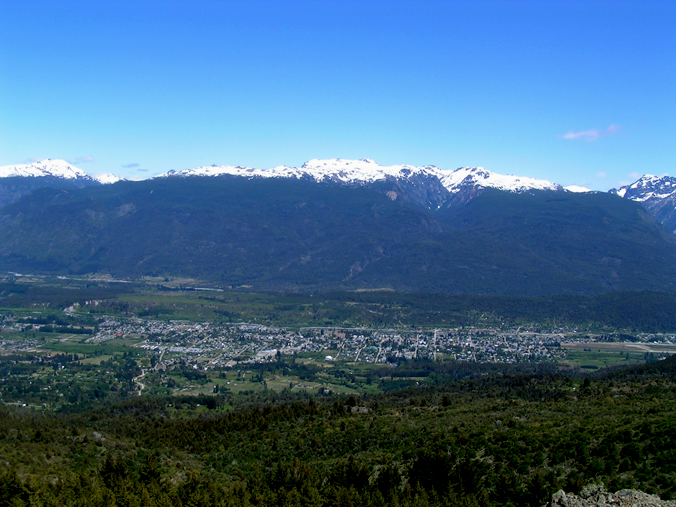
Panorámica de El Bolsón
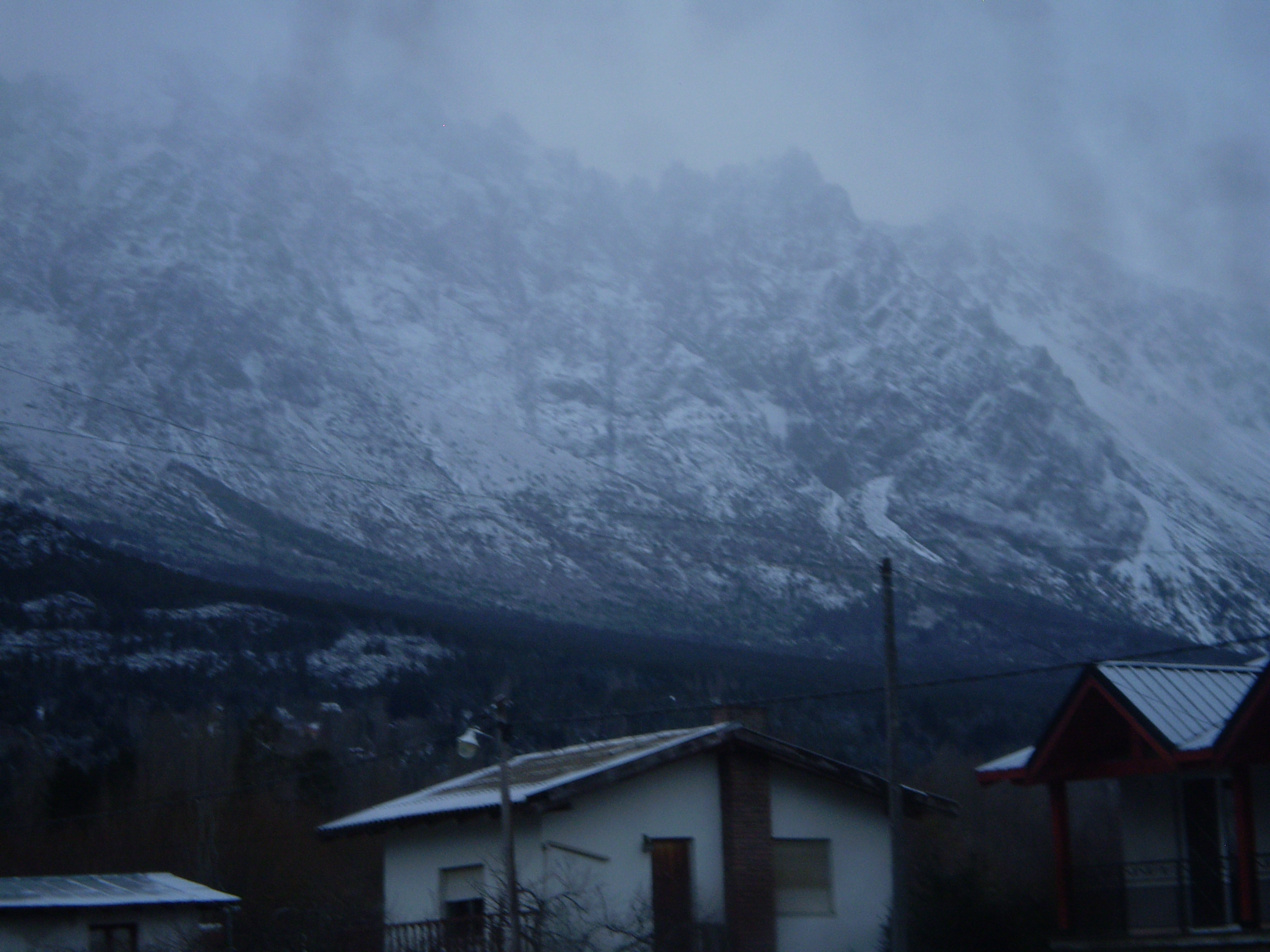
El cerro en invierno
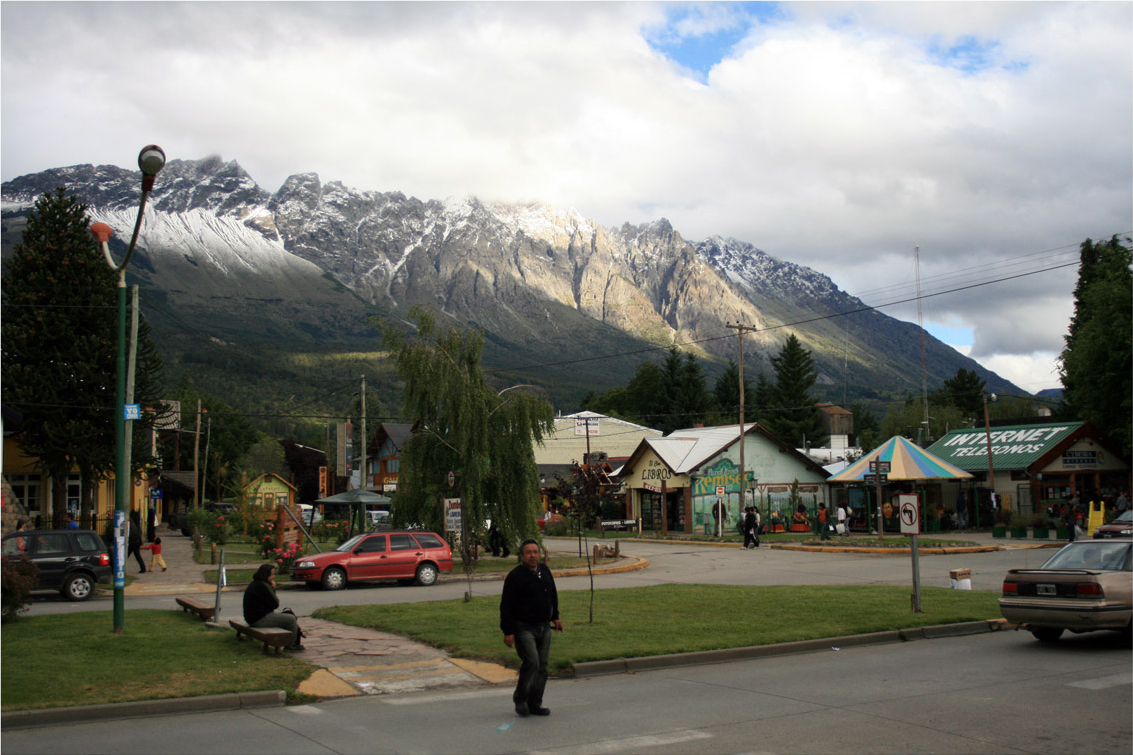
Desde el centro de El Bolsón
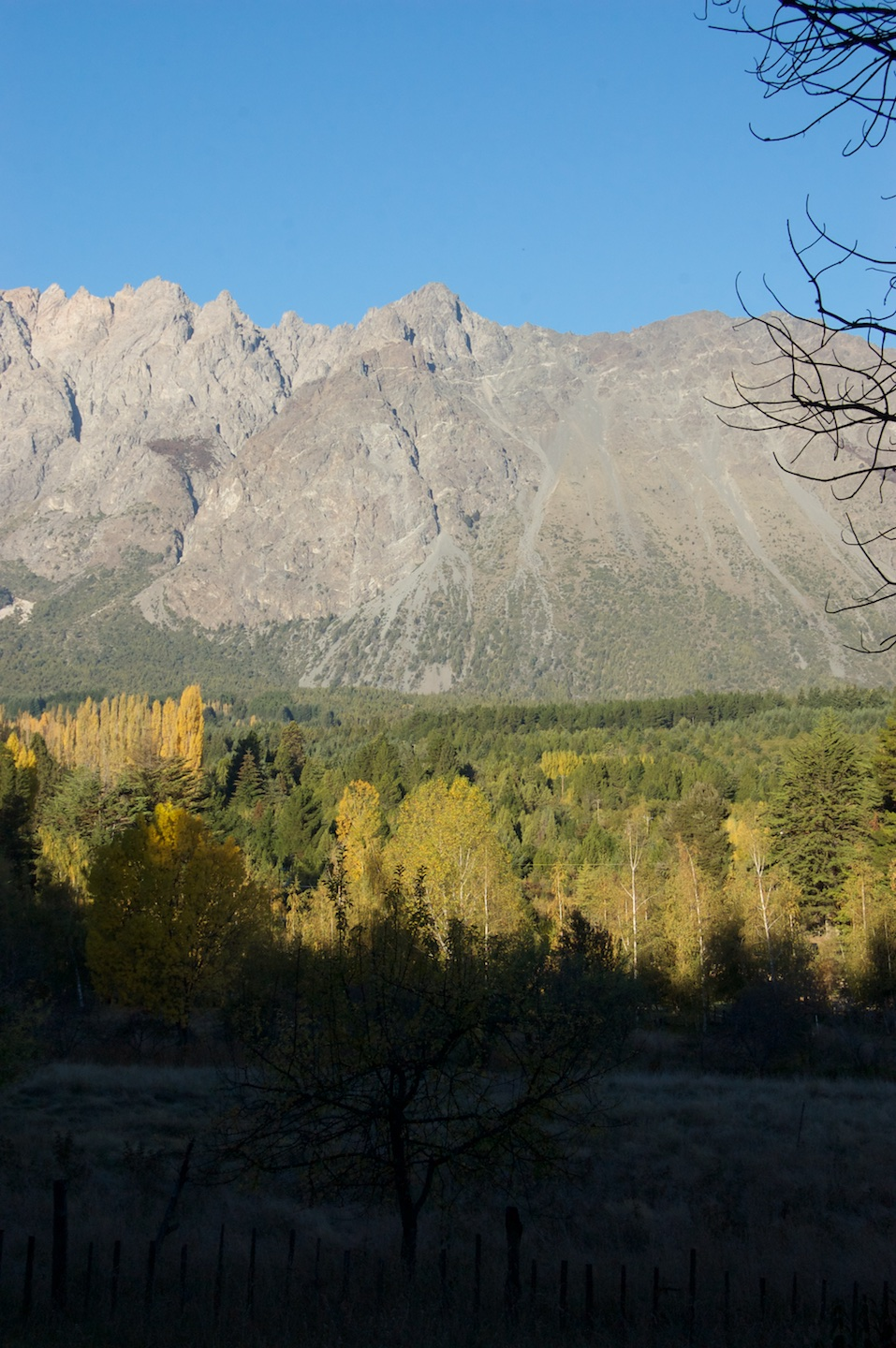
Cerro Piltriquitron desde una finca privada en El Bolsón
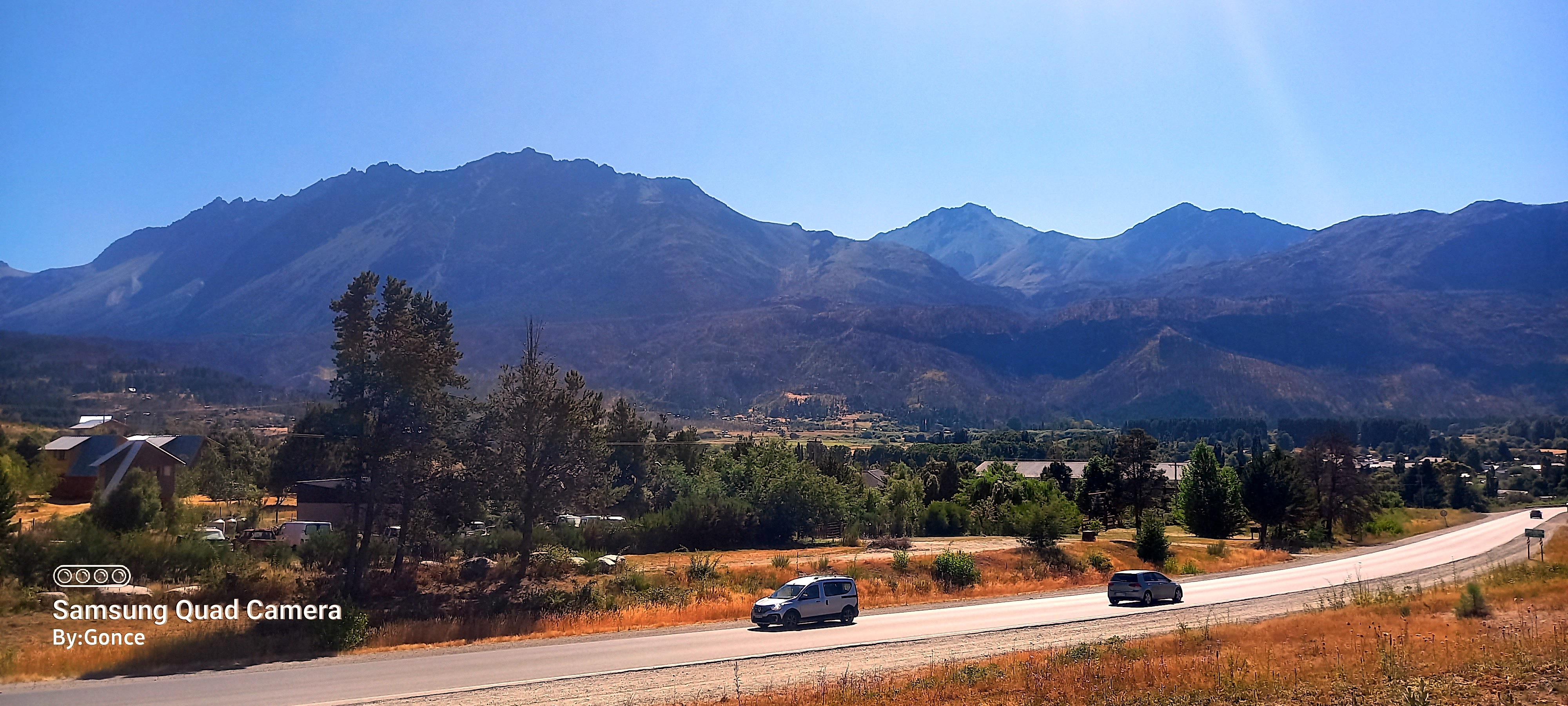
El lado del cerro que da al poblado El Hoyo desde la ruta 40.
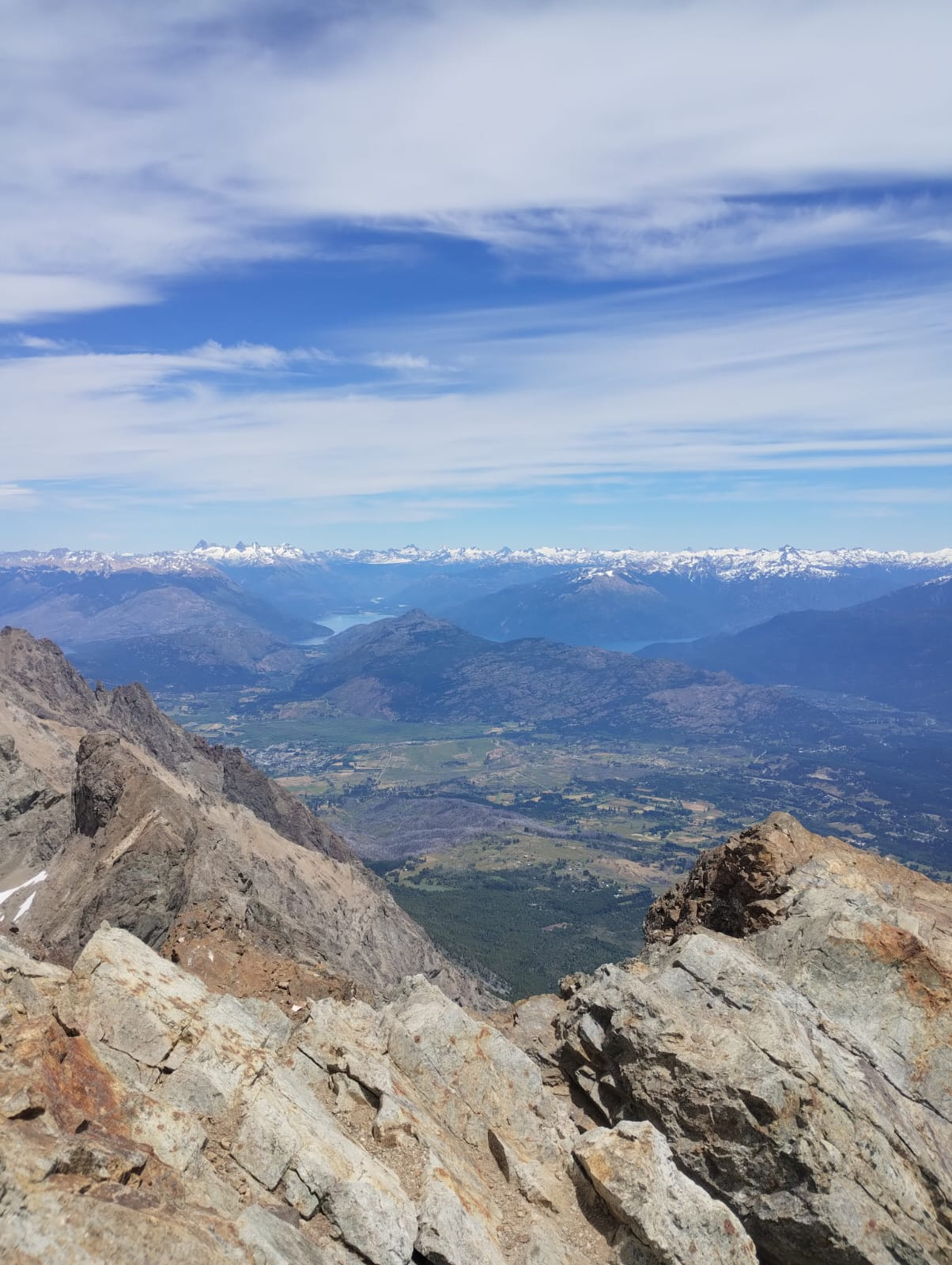
Vista Cerro Piltriquitrón
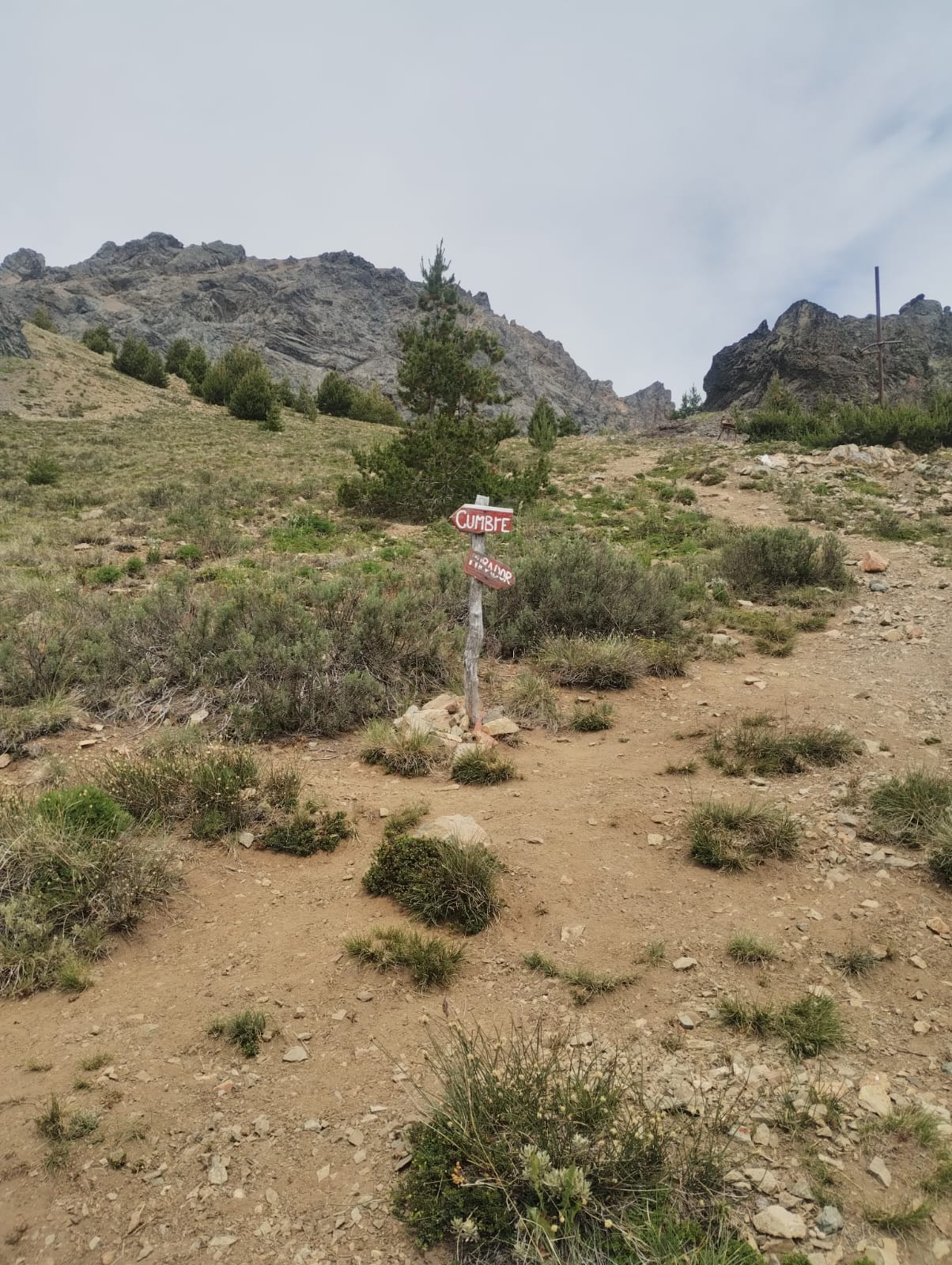
Carteles en el ascenso al Cerro Piltriquitrón
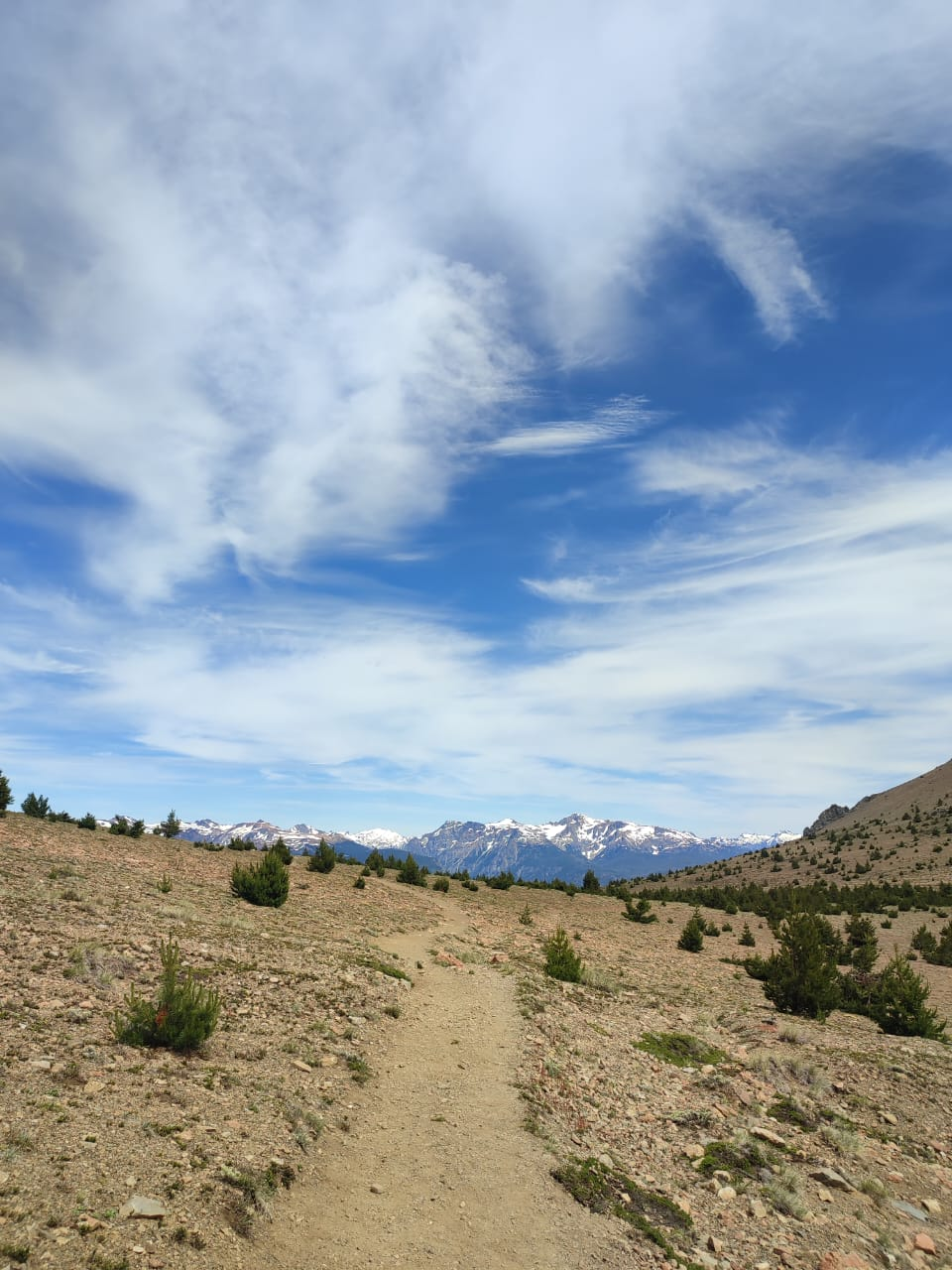
Ascenso al Cerro Piltriquitrón

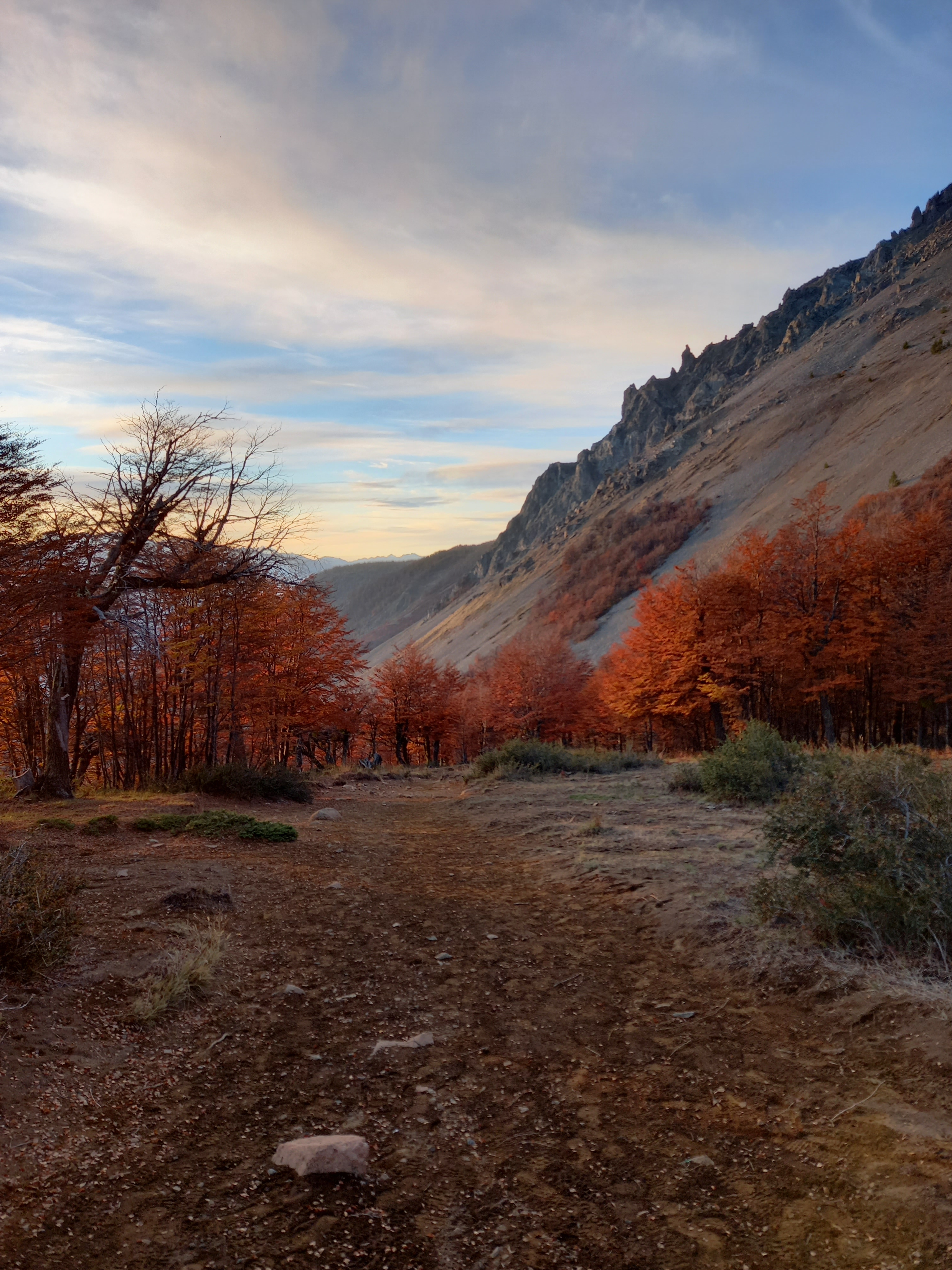
Vista desde el refugio de montaña en otoño.